# Ламелла (клеточная биология)

Ультраструктура хлоропласта:
1. наружная мембрана
2. межмембранное пространство
3. внутренняя мембрана (1 + 2 + 3: оболочка)
4. строма (жидкость)
5. тилакоид с просветом (люменом) внутри
6. мембрана тилакоида
7. грана (стопка тилакоидов)
8. ламелла
9. зерно крахмала
10. рибосома
11. пластидная ДНК
12. пластоглобула (капля жира)

Ламе́лла (также строматический или межгранный тилакоид) — структурный элемент пластид, окружённый самостоятельной мембраной. Ламеллы, как и тилакоиды, входят в состав гран, однако ламеллы длиннее тилакоидов и одновременно входят в состав соседних гран, соединяя их между собой.
Термин «ламелла» применяют для названия фотосинтезирующих мембран у цианобактерий, содержащих фотосинтетические пигменты.